# Alloteropsis
Genre
Classification phylogénétique
Alloteropsis est un genre de plantes monocotylédones de la famille des Poaceae.

## Liste d'espèces
Selon Catalogue of Life (5 juillet 2025) :
- Alloteropsis angusta Stapf
- Alloteropsis cimicina (L.) Stapf
- Alloteropsis paniculata (Benth.)
- Alloteropsis papillosa Clayton
- Alloteropsis semialata (R.Br.) Hitchc.